# Uhrzeit

Zeitanzeige

Die Uhrzeit ist die Angabe eines Zeitpunkts (Zeitangabe), ausgedrückt meist in Stunden, Minuten und Sekunden ab Mitternacht eines Tages im Kalendersystem. Sie wird in Abhängigkeit vom Ort – heute Zonenzeit der Zeitzone, früher wahre oder mittlere Ortszeit – bestimmt. Der Tag ist heute in 24 Stunden, die Stunde in 60 Minuten und die Minute in 60 Sekunden unterteilt.
Uhrzeit und Kalenderdatum ergeben eine eindeutige Zeitangabe.
Bis in die mittlere Neuzeit waren andere Stundenzählungen als die heutige 24-Stunden-Zählung verbreitet. Zur Zeit der Französischen Revolution wurde ein erfolgloser Versuch unternommen, den Tag in 10 Stunden mit je 100 Minuten und 100 Sekunden einzuteilen.
Im wissenschaftlich-technischen Bereich werden als Uhrzeit manchmal dezimale Teile des Tages angegeben (Dezimalzeit). 6 Uhr morgens z. B. entspricht dann 0,25 Tagen. Hinzu kommt eine fortlaufende Tagzahl anstatt eines Kalenderdatums.
Der Nullpunkt der Uhrzeit lag noch bis in das ausgehende 19. Jahrhundert am Mittag (weil sich dieser über die Beobachtung der Sonne leichter bestimmen lässt).

## Schreibweise
Der Duden merkt an, dass im deutschsprachigen Raum verschiedene Schreibweisen mit Ziffern üblich sind. Ziffern und Punkte werden aber generell ohne Leerzeichen geschrieben. Beispiele: 9 Uhr, 17:30 Uhr, 0.12 Uhr, 1930 Uhr, 1615 Uhr, 14:31:52 Uhr. Das Deutsche Institut für Normung ist restriktiver und lässt laut DIN 5008 nur die Schreibweise mit Doppelpunkten, nicht aber mit einem Punkt zu: „Stunden, Minuten und Sekunden werden mit jeweils zwei Ziffern angegeben und mit einem Doppelpunkt voneinander getrennt (HH:MM:SS).“ Das nachgesetzte „Uhr“ kann bei Schreibweise mit Doppelpunkt entfallen, wenn aus dem Kontext deutlich wird, dass es sich um eine Uhrzeitangabe handelt. Dies gilt generell auch bei Zeiträumen: 9–11 Uhr statt 9 Uhr – 11 Uhr. Bei zu geringem Platz wird mitunter „Uhr“ durch ein „h“ ersetzt, das ansonsten als Symbol für Stunden in Angaben der Zeitdauer dient.

### Deutschland
Die Schreibweise von Uhrzeiten im Büro- und Verwaltungsbereich regelt für Deutschland die DIN 5008 (die auch das Datumsformat regelt). Sie gliedert die Teile von Uhrzeiten mit Doppelpunkten. Die DIN 5008 empfiehlt, Stunden, Minuten und ggf. Sekunden zweistellig anzugeben. Wird nur die Stunde angegeben, soll allerdings auf eine führende Null verzichtet werden. In Zeiträumen sollen Start- und Endzeitpunkt im gleichen Detailgrad angegeben werden: 09:00–11:30 Uhr statt 9–11:30 Uhr. Die Bezeichnung „Uhr“ ist stets durch ein (möglichst geschütztes) Leerzeichen abzutrennen.
Beispiele:
- 9 Uhr (aber nicht: 09 Uhr)
- 09:31 Uhr (aber nicht: 9:31 Uhr)
- 09:01:12 Uhr (aber nicht 9:01:12 Uhr oder gar 9:1:12 Uhr)

### Österreich
Die Schreibweise von Uhrzeiten in Schriftstücken in Wirtschaft, Verwaltung, Wissenschaft und im privaten Bereich regelte für Österreich die Ö-NORM A 1080 „Richtlinien für Textgestaltung“ (die auch das Datumsformat festlegte). Sie gliederte die Teile von Uhrzeiten mit Doppelpunkten. Sie empfahl, Stunden, Minuten und ggf. Sekunden zweistellig anzugeben, insbesondere in tabellarischen Aufstellungen. Im Fließtext wird bei Stundenangaben keine führende Null angegeben. Die Bezeichnung „Uhr“ ist stets durch ein (möglichst) geschütztes Leerzeichen abzutrennen. Die genannte Norm wurde zum 1. Mai 2018 ersatzlos zurückgezogen.
Beispiele:
- 9 Uhr oder 09 Uhr (letzteres nur bei tabellarischer Aufstellung)
- 9:31 Uhr oder 09:31 Uhr (letzteres nur bei tabellarischer Aufstellung)
- 9:01:12 Uhr oder 09:01:12 Uhr (letzteres nur bei tabellarischer Aufstellung, keinesfalls aber 9:1:12 Uhr)

### Schweiz

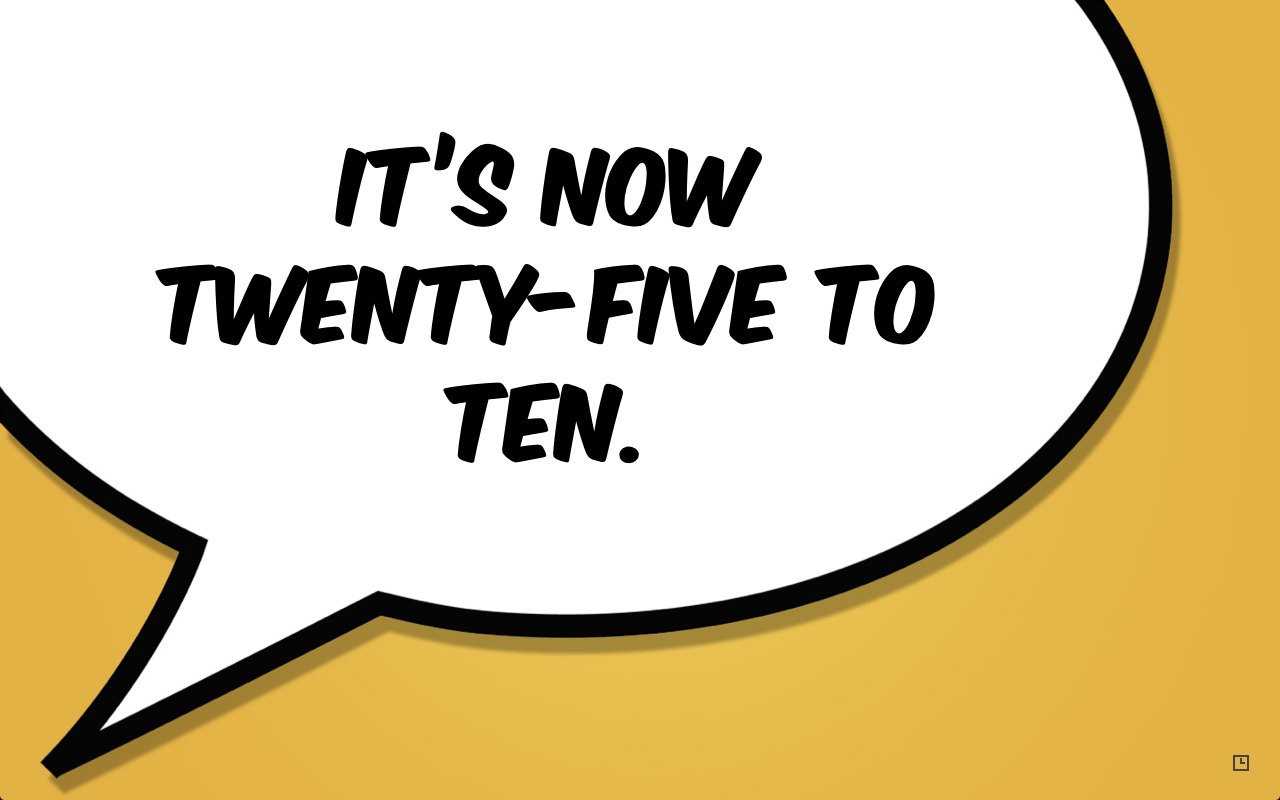
Eine Wortuhr zeigt die Uhrzeit als Satz an

Laut den Schreibweisungen der Bundeskanzlei (die für Publikationen der Bundesverwaltung gilt) sollte zwischen den Stunden und den Minuten ein Punkt und kein Doppelpunkt verwendet werden. Ferner wird bei Uhrzeiten von ein bis neun Uhr die vorangehende Null normalerweise (Ausnahme: Uhrzeiten in Listen) weggelassen.
Beispiele:
- 15.00 Uhr
- 9.20 Uhr (in Listen auch: 09.20 Uhr)

### 12-Stunden-Darstellung
Die in der englischsprachigen Welt und in Lateinamerika geläufige Schreibweise unterteilt den Tag in zweimal zwölf Stunden (sogenannte 12-Stunden-Darstellung). Um die Stunden am Nachmittag von denen am Vormittag zu unterscheiden, werden die Abkürzungen a.m. (von lat. ante meridiem „vor dem Mittag“) und p.m. (von lat. post meridiem „nach dem Mittag“) verwendet. Dabei werden, wie bei der Zeigeruhr, für die Stunden nur die Zahlen 1 bis 12 verwendet; eine Stunde 0 gibt es nicht. Bei den einstelligen Stunden ist die führende Null optional.
Die Angabe 12:00 a.m. wird generell als 00:00 Uhr verstanden, 12:00 p.m. als 12:00 Uhr. Jedoch sollten 12:00 a.m. und 12:00 p.m. vermieden werden, da sie nicht eindeutig sind („12 vor bzw. nach dem Mittag“ wäre streng genommen immer Mitternacht). Stattdessen können im Englischen die Angaben 12 midnight bzw. 12 noon verwendet werden. In Verträgen (z. B. bei Versicherungen) wird der Tagesanfang auch oft mit 12:01 a.m. und das Ende des Tages mit 11:59 p.m. angegeben, um Eindeutigkeit herzustellen.
Im geschriebenen Deutsch ist diese Darstellung mit lateinischen Abkürzungen ungebräuchlich, kommt aber manchmal in übersetzten Texten und Benutzerschnittstellen vor.

### Taktische Zeit
Bei der Bundeswehr bzw. in der NATO verwendet man das Date-Time-Group-Format. Der Begriff Taktische Zeit ist eine Anlehnung an die Gepflogenheit des Militärs und anderer Behörden und Organisationen mit Sicherheitsaufgaben, die von ihnen verwendeten Symbole als Taktische Zeichen zu bezeichnen. Bei dieser Schreibweise werden die Minuten direkt an die Stunden angeschlossen. Anstelle von 6:00 Uhr wird 0600 geschrieben (gesprochen „Null Sechshundert“), 0630 (für 06:30 Uhr) wird „Null Sechs Dreißig“ gesprochen. 
Im Englischen wird die military time als „zero six thirty-five“ (06:35 Uhr) oder im Satzbau oftmals als „O six-hundred“ (06:00 Uhr, O statt zero) bzw. „twenty-one-hundred hours“ (21:00 Uhr, mit dem Zusatz hours) ausgesprochen.
Wird die taktische Zeit mit einem Datum kombiniert, lautet die Schreibweise 010630Amar11 (06:30 Uhr am 1. März 2011) oder 131030Bjun11 (10:30 Uhr am 13. Juni 2011). Der Buchstabe „A“ steht in diesem Fall für die in Deutschland im Winterhalbjahr gültige Mitteleuropäische Zeit (MEZ), der Buchstabe „B“ für die Sommerzeit (MESZ). Wird ein „Z“ verwendet, so steht dies für die Koordinierte Weltzeit (UTC). Sie ergibt sich, indem von der mitteleuropäischen Zeit eine Stunde, von der mitteleuropäischen Sommerzeit zwei Stunden abgezogen werden. Die Monate werden wie im Englischen abgekürzt: jan, feb, mar, apr, may, jun, jul, aug, sep, oct, nov, dec.

### Numerische Zeit
Empfehlungen über numerische Datumsformate und Zeitangaben sind spezifiziert durch ISO 8601. Die Norm empfiehlt eine einheitliche Schreibweise des Datums (JJJJ-MM-TT) und der Uhrzeit (hh:mm:ss). Ein Beispiel für das Datum ist 2004-06-14 (14. Juni 2004) und für die Uhrzeit 23:34:30 (23 Uhr, 34 Minuten und 30 Sekunden) und für beides zusammen 2004-06-14T23:34:30.

## Sprechweise im Deutschen
Im mündlichen Sprachgebrauch bedient man sich meist des 12-Stunden-Formats, ob Vormittag oder Nachmittag gemeint ist, ergibt sich in der Regel aus dem Kontext. Nur bei Bedarf wird zur klareren Unterscheidung in Zweifelsfällen die Angabe morgens, mittags, nachmittags oder abends hinzugefügt, besonders häufig die Angabe nachts (z. B. „zwei Uhr nachts“).
Regional sind unterschiedliche Bezeichnungen für Uhrzeiten gängig, die keine vollen Stunden angeben (angebrochene Stunden). So wird 17:15 Uhr im Westen Deutschlands, d. h. genauer westlich der Linie Lübeck–Saarbrücken, sowie in Teilen Bayerns und Baden-Württembergs, in der Schweiz, in Liechtenstein und in Westösterreich gewöhnlich als „viertel nach fünf“ bezeichnet (in Teilen Österreichs und der Schweiz auch „viertel über fünf“ und in Letzterer verbreitet «viertel ab fünf»). Östlich der Linie wird „viertel sechs“ gesagt. Analog lautet die übliche Bezeichnung für 17:45 Uhr im Westen „viertel vor sechs“ und östlich der Linie sowie in Ostösterreich „dreiviertel sechs“. Minutengenaue Angaben bezieht man häufig auf die vollen oder halben Stunden, also etwa 05:40 Uhr: „zwanzig vor sechs“ oder „zehn nach halb sechs“, aber auch auf die Viertelstunden wie „fünf vor dreiviertel sechs“.
In Hormersdorf im Erzgebirge werden Zeiten, die keiner vollen Viertelstunde entsprechen, nach dem Prinzip gesprochen, wie viele Ziffern der Minutenzeiger auf der Uhr in der begonnenen Stunde bereits überschritten hat. So bedeutet bspw. der Ausdruck „Zwei Ziffer Sechs“, dass der Minutenzeiger in der sechsten Stunde des Tages zwei Ziffern überschritten hat, es also 05:10 Uhr ist.
Beim Ablesen der Digitalschreibweise 17:15 wird allgemein „siebzehn Uhr fünfzehn“ gesagt, verkürzt auch „siebzehn fünfzehn“, förmlich (etwa bei Zeitansagen) „siebzehn Uhr [und] fünfzehn Minuten“. Seltener werden Stundenangaben der 24-Stunden-Zählung in die im täglichen Gebrauch üblichere 12-Stunden-Zählung übersetzt (etwa „fünf Uhr fünfzehn [nachmittags]“ für 17:15).
Das Wort „um“ bezeichnet im allgemeinen Sprachgebrauch die exakte Uhrzeit: „um fünf“ oder „um halb sechs“ bedeutet genau 17:00 bzw. 17:30 Uhr. Soll ein Zeitfenster um eine genaue Uhrzeit herum angedeutet werden, z. B. wenn es um den Zeitpunkt eines Treffens geht, benutzt man standardsprachlich das Wort „gegen“: „Wir treffen uns gegen halb sechs“ oder „Wir treffen uns gegen fünf Uhr dreißig“. Auch mit den Wendungen „um … herum“ und „um die …“ kann eine gewisse Ungenauigkeit beschrieben werden: „um (die) fünf (herum)“ bedeutet „um ca. fünf Uhr“. In salopper hochdeutscher Umgangssprache lässt sich das auch mit „so um fünf“ ausdrücken. Analog unterscheidet man im Schweizerdeutschen «am Föifi/Füüfi» („um fünf“) respektive «um di Föifi/Füüfi ume» („um die fünf herum“).
Die Bezeichnung von Zeitraumgrenzen variiert ebenfalls. Für den standardsprachlichen Satz „Der Zoo ist ab 10 [Uhr] geöffnet“ (oder „Das Geschäft ist bis 6 [Uhr] geöffnet“) ist mit regionalen Schwerpunkten auch die Ausdrucksweise „Der Zoo ist ab um 10 [Uhr] geöffnet“ („Der Laden hat bis um 6 [Uhr] auf“) möglich. Die „ab-um“-Sprechweise ist besonders in Teilen Brandenburgs und in Sachsen-Anhalt verbreitet.
In der Schifffahrt und beim Militär werden Uhrzeitangaben mit der Präposition „auf“ auch als Richtungsangaben verwendet. So bedeutet die Angabe „auf zwei Uhr“ die einem Zifferblatt einer Analoguhr entsprechende Richtung aus Sicht der Fahrtrichtung („zwölf Uhr“), im Beispiel also 60 Grad nach rechts.

## Ortszeit

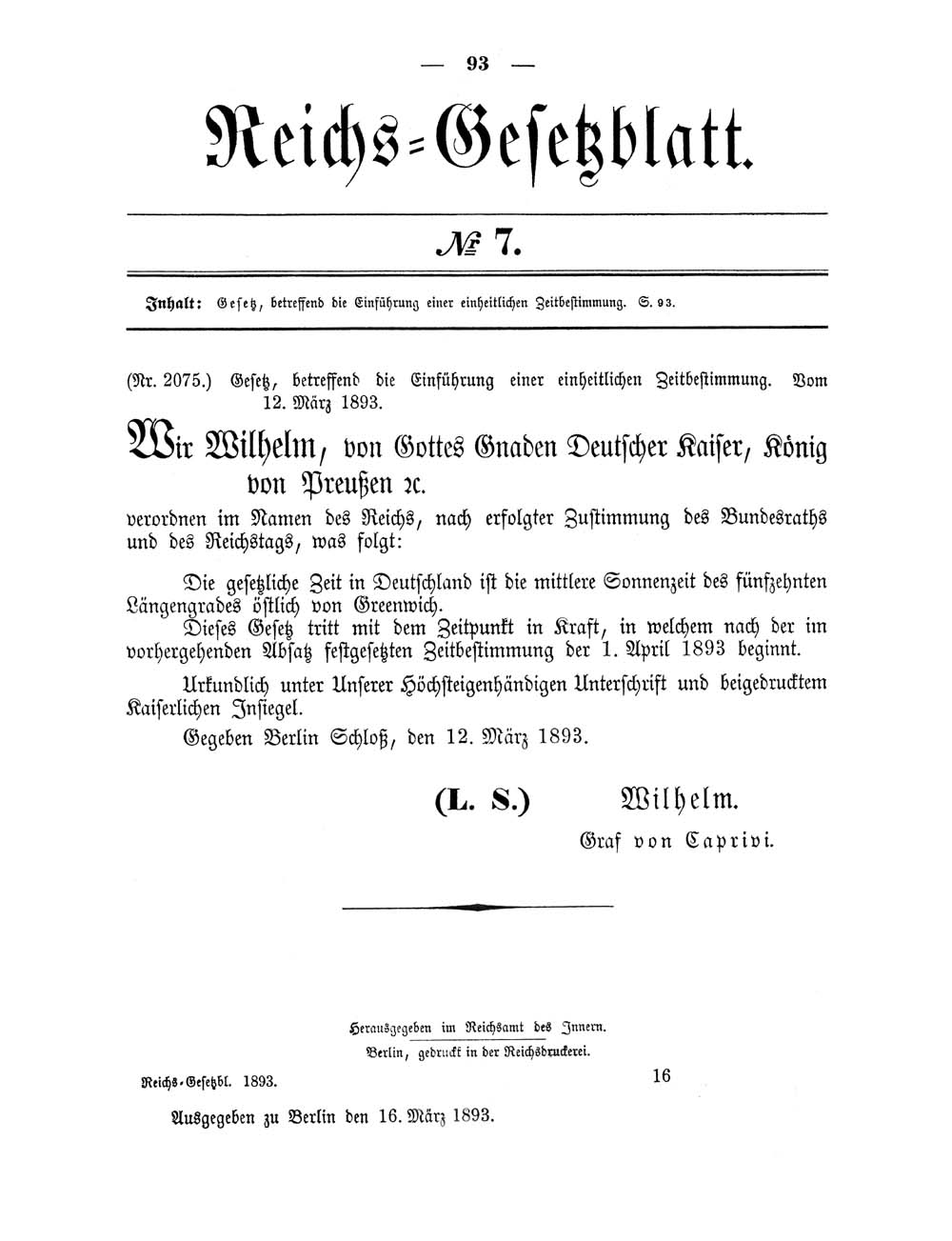
Gesetz, betreffend die Einführung einer einheitlichen Zeitbestimmung

Traditionell wird die Uhrzeit in Bezug auf den Sonnenstand gemessen. Der höchste Stand der Sonne (Mittag) lässt sich eindeutig feststellen und dient als Referenzmaß (12 Uhr).
Da der Zeitpunkt von Mittag (bzw. Mitternacht) an Orten, die nicht auf dem gleichen Längengrad (Meridian) liegen, unterschiedlich ist, besitzt jeder Längengrad seine eigene wahre Ortszeit (OZ). Diese wahre Ortszeit ist ausreichend, solange keine Reisen mit Uhren zwischen Orten unterschiedlicher Ortszeit durchgeführt werden. Mit dem Aufkommen der Eisenbahn entstand die Notwendigkeit, Zeiten zwischen verschiedenen Orten zu synchronisieren. Das führte zur Einführung von Zeitzonen. In Deutschland wurde zum 1. April 1893 mit dem Gesetz betreffend die Einführung einer einheitlichen Zeitbestimmung (RGBl. 1893, S. 93) die mittlere Sonnenzeit des fünfzehnten Längengrades östlich von Greenwich als gesetzliche Zeit festgelegt. Der 15. Längengrad läuft durch Görlitz, weshalb dort ein Meridiandenkmal steht.
Eine weitere Komplikation ist die Tatsache, dass die Laufbahn der Erde um die Sonne keine Kreis-, sondern eine Ellipsenbahn darstellt und die Erdachse zu dieser geneigt ist. Daher ist der zeitliche Abstand zwischen aufeinanderfolgenden Sonnenhöchstständen (Mittag) von Tag zu Tag nicht konstant. Die lokale wahre Sonnenzeit führt also zu Tagen unterschiedlicher Länge. Um gleich lange Tage zu erreichen, wird eine sogenannte mittlere Sonnenzeit gleich langer Tage definiert, die heute fast überall gebräuchlich ist. Die Differenz zwischen der mittleren Ortszeit und der wahren Ortszeit nennt man Zeitgleichung.
Bei der mittleren Ortszeit ist also der Höchststand der Sonne nicht immer zur gleichen Uhrzeit: Die Sonne steht dann zu Mittag (12:00 OZ) im Normalfall nicht im Süden. Das gilt auch für den Referenzmeridian einer Zeitzone und für 12:00 Zonenzeit (Bei Orten, die mehr als etwa 4° – entspricht einer Viertelstunde – vom Bezugsmeridian entfernt liegen, steht die Sonne nie um 12:00 Zonenzeit im Süden).

## Uhrzeit in der Datenverarbeitung
In manchen Betriebssystemen wird auch das Datum aus der Uhrzeit generiert, indem von einem definierten Zeitpunkt ausgehend die Millisekunden gezählt werden, so zählt Java die seit 1970 verstrichenen Millisekunden.
In der Microsoft-DOS-Zeitrechnung wurden die seit 1980 vergangenen 10-ms-Zeitabschnitte gezählt, in der Windows-Zeitrechnung werden die seit 1601 vergangenen 100-ns-Zeitabschnitte gezählt.
Das heute am weitesten verbreitete interne Datum von Computersystemen und im Internet, die Unixzeit, zählt die seit Jahresbeginn 1970 vergangenen Sekunden, so entspricht z. B. 6. August 2025 14:12:48 die dezimale Unixzeit 1754482368.
In Computer-Netzwerken wird die Systemzeit unter anderem über das Network Time Protocol synchronisiert.